# Gola
Gola je općina u Hrvatskoj. Ime mjesta dolazi iz mađarskog jezika i znači roda. Naime općina je poznata po velikom broju roda koje se gnijezde u njoj. Općina se nalazi u prekodravskom dijelu Koprivničko-križevačke županije.

## Zemljopis
Gola se nalazi u sjeverozapadnom dijelu Hrvatske, u Prekodavlju, na samoj granici s Mađarskom.

## Stanovništvo
Po popisu stanovništva iz 2001. godine, općina Gola imala je 2760 stanovnika, raspoređenih u 5 naselja:
- Gola – 995
- Gotalovo – 404
- Novačka – 396
- Otočka – 247
- Ždala – 718

Stanovnici Gole uglavnom su poljoprivrednici.
| broj stanovnika | 2394  | 2902  | 3813  | 5458  | 5789  | 6415  | 6280  | 6026  | 5592  | 5281  | 4719  | 4163  | 3609  | 3165  | 2760  | 2431  | 2078  |
|                 | 1857. | 1869. | 1880. | 1890. | 1900. | 1910. | 1921. | 1931. | 1948. | 1953. | 1961. | 1971. | 1981. | 1991. | 2001. | 2011. | 2021. |

| broj stanovnika | 1270  | 1420  | 2044  | 2546  | 2205  | 2061  | 1991  | 1881  | 1688  | 1554  | 1397  | 1254  | 1137  | 1102  | 995   | 885   | 779   |
|                 | 1857. | 1869. | 1880. | 1890. | 1900. | 1910. | 1921. | 1931. | 1948. | 1953. | 1961. | 1971. | 1981. | 1991. | 2001. | 2011. | 2021. |

## Povijest
Dio posjeda preko rijeke Drave je bio sastavni dio župa Drnje. Oni su se počeli spontano naseljavati najvjerojatnije već krajem 18, a sigurno početkom 19. stoljeća. U matičnim knjigama župe Drnje nalazimo podatak o novom naselju preko rijeke Drave pod imenom Novo Selo 1802. godine, od 1808. se spominje Ždala (iako je pouzdano postojala i ranije), godine 1809. je prvi puta spomenuto Drnje preko Drave (trans Drava) u matičnoj knjizi krštenih,  dok se u matičnoj knjizi vjenčanih župe Drnje spominje od 1813. godine, a 1812. godine selo Gotalovo, od 1819. se spominje Trčkovec, a od 1822. godine selo Gola. 

## Poznate osobe
- Ivan Večenaj
- Martin Mehkek
- Nevenka Rehorović
- Petar Franjić
- Vladimir Premec

## Obrazovanje
- Osmogodišnja škola

## Šport

### Nogomet
Na području Općine Gola postoje tri nogometna kluba:
- NK GOŠK Gotalovo osnovan je 1975. godine. Trenutno se natječe u 2. županijskoj nogometnoj ligi.
- NK Prekodravac Ždala osnovan je 1974. i natječe se u 2. županijskoj nogometnoj ligi.
- NK Fugaplast Gola osnovan je 2008. god. i natječe se u 3. županijskoj nogometnoj ligi

### Rukomet
- RK Gola

### Ribolov
U Goli postoji ŠRK "Ješkovo" Gola.
Predsjednik ŠRK je Zlatko Cafuk. Na njegovu inicijativu se svake godine na jezeru Ješkovo održava športsko natjecanje u šaranskom ribolovu pod nazivom "CARP-CUP"
Natjecanje se je prvi put održalo 2002. godine i nastavlja tradiciju. Svake godine se natječe 20-ak ekipa. Natjecanje traje 3 dana. 
U Gotalovu postoji ŠRK "Šaran", a predsjednik je Blaženko Jakupec.